# José Luis Pintos Saldanha
José Luis Pintos Saldanha (Artigas, Uruguay, 25 de marzo de 1964) es un exfutbolista uruguayo, apodado «El Chango».

## Trayectoria
Fue titular con la selección uruguaya campeona de La Copa América 1987, jugó en el Nacional campeón de la Copa Libertadores 1988, fue campeón del mundo con Nacional en la Copa Intercontinental 1988 y participó en la selección uruguaya en el Mundial de Italia 90.
Jugaba de lateral, por los dos lados era fuerte y aguerrido, los hinchas del nacional, saben bien de su condición de ídolo tricolor. El “Chango”, con actitud y despliegue, es uno de los quince jugadores con más partidos y años seguidos defendiendo al club en la historia de Nacional. Jugó 401 encuentros.

## Selección nacional

### Participaciones en Copas del Mundo
| Mundial           | Sede   | Resultado        | PJ (G) |
| ----------------- | ------ | ---------------- | ------ |
| Copa Mundial 1990 | Italia | Octavos de final | 1 (0)  |

### Participaciones en Copa América
| Copa              | Sede      | Resultado    | PJ (G) |
| ----------------- | --------- | ------------ | ------ |
| Copa América 1987 | Argentina | Campeón      | 2 (0)  |
| Copa América 1989 | Brasil    | Subcampeón   | 0      |
| Copa América 1991 | Chile     | Primera fase | 1 (0)  |

Final intercontinental Campeón

## Clubes
| Club                             | País    | Año       |
| -------------------------------- | ------- | --------- |
| Nacional                         | Uruguay | 1984—1993 |
| Progreso                         | Uruguay | 1994-1995 |
| Club Atlético Platense (Uruguay) | Uruguay | 1996      |

## Palmarés

### Campeonatos nacionales
| Título                      | Club     | País    | Año  |
| --------------------------- | -------- | ------- | ---- |
| Primera División de Uruguay | Nacional | Uruguay | 1992 |

### Copas internacionales
| Título                | Club               | Sede         | Año  |
| --------------------- | ------------------ | ------------ | ---- |
| Copa América          | Selección uruguaya | Buenos Aires | 1987 |
| Copa Libertadores     | Nacional           | Montevideo   | 1988 |
| Copa Intercontinental | Nacional           | Tokio        | 1988 |
| Recopa Sudamericana   | Nacional           | Buenos Aires | 1989 |
| Copa Interamericana   | Nacional           | Montevideo   | 1989 |

### Distinciones individuales
| Distinción                             | Año  |
| -------------------------------------- | ---- |
| Incluido en el Equipo Ideal de América | 1988 |